# Los Angeles Open
Il Los Angeles Open, conosciuto nel corso degli anni con nove nomi diversi (anche per ragioni di sponsorizzazione), tra i quali Farmers Classic, Countrywide Classic e Pacific Southwest Championships) è stato un torneo professionistico di tennis che si giocava a Los Angeles, negli Stati Uniti.

## Storia
Dalla sua inaugurazione nel 1927, comprendeva sia i tornei maschili che quelli femminili fino al 1974, quando i tornei femminili furono dismessi. Dal 1975 si giocarono solo quelli maschili, le cui ultime edizioni facevano parte della categoria ATP World Tour 250 series nell'ambito dell'ATP Tour. Fu giocato per l'ultima volta nel 2012, quello stesso anno investitori colombiani acquistarono la licenza del Los Angeles Open per 1,5 milioni di dollari e spostarono a Bogotà il torneo, che ebbe inizio nel 2013 e prese il nome Colombia Open.
L'evento californiano faceva parte delle US Open Series, gruppo di tornei nordamericani del circuito maggiore che si giocano in preparazione degli US Open. Dal 1984 si teneva al Los Angeles Tennis Center dell'Università della California - Los Angeles, impianto che quello stesso anno ospitò anche i tornei di tennis ai Giochi della XXIII Olimpiade. Gli incontri si giocavano sul campo centrale dello Straus Stadium Court, che aveva una capienza di 6.500 spettatori, e sul campo secondario del Grandstand Court, che ne poteva ospitare ospitare 1.200.
Il formato dei tabelloni era costituito da 28 giocatori per il singolare e 16 coppie per il doppio. Tra i campioni famosi che vinsero il torneo vi sono Roy Emerson, Arthur Ashe, Billie Jean King, Jimmy Connors, John McEnroe, Pete Sampras, Michael Chang, e Andre Agassi. Nel doppio, Bob Bryan e Mike Bryan hanno il record di vittorie con 6 titoli conquistati.
Si svolgevano anche eventi speciali a margine dei tornei principali come: il Kids Day, il Fashion Day, il Valspar Performance Challenge e il torneo di singolare riservato alla categoria "leggende".

## Albo d'oro

### Singolare maschile
| Anno | Campione              | Finalista           | Punteggio                 |
| ---- | --------------------- | ------------------- | ------------------------- |
| 1927 | Bill Tilden           | Francis Hunter      | 6–2, 6–4, 6–2             |
| 1928 | Henri Cochet          | Christian Boussus   | 2–6, 6–4, 6–3, 6–3        |
| 1929 | John Doeg             | John Van Ryn        | 8–10, 7–5, 9–7, 8–6       |
| 1930 | Ellsworth Vines (1)   | Gregory Mangin      | 14–12, 6–3, 6–4           |
| 1931 | Ellsworth Vines (2)   | Fred Perry          | 8–10, 6–3, 4–6, 7–5, 6–2  |
| 1932 | Fred Perry (1)        | Jiro Satoh          | 6–2, 6–4, 7–5             |
| 1933 | Fred Perry (2)        | Jiro Satoh          | 6–4, 1–6, 6–0, 7–5        |
| 1934 | Fred Perry (3)        | Lester Stoefen      | 10–8, 6–4, 6–3            |
| 1935 | Don Budge (1)         | Roderich Menzel     | 1–6, 11–9, 6–3, ritiro    |
| 1936 | Don Budge (2)         | Fred Perry          | 6–2, 4–6, 6–2, 6–3        |
| 1937 | Don Budge (3)         | Gottfried von Cramm | 2–6, 7–5, 6–4, 7–5        |
| 1938 | Adrian Quist          | Harry Hopman        | 6–3, 0–6, 6–4, 6–4        |
| 1939 | John Bromwich         | Ferenc Puncec       | 4–6, 6–0, 6–2, 6–4        |
| 1940 | Robert Riggs          | Donald McNeill      | 5–7, 2–6, 6–0, 12–10, 6–3 |
| 1941 | Frank Parker (1)      | Frank Kovacs        |                           |
| 1942 | Frank Parker (2)      | Pancho Segura       | 6–4, 6–1, 6–3             |
| 1943 | Jack Kramer (1)       | Pancho Segura       | 0–6, 6–1, 6–2             |
| 1944 | Frank Parker (3)      | William Talbert     | 6–4, 6–8, 8–6             |
| 1945 | Frank Parker (4)      | Herbert Flam        | 6–2, 6–4                  |
| 1946 | Jack Kramer (2)       | Ted Schroeder       | 6–2, 6–8, 6–2, 8–6        |
| 1947 | Jack Kramer (3)       | Ted Schroeder       | 10–8, 6–4, 6–4            |
| 1948 | Ted Schroeder         | Frank Parker        | 4–6, 7–9, 7–5, ritiro     |
| 1949 | Pancho Gonzales       | Ted Schroeder       | 6–3, 9–11, 8–6, 6–4       |
| 1950 | Frank Sedgman (1)     | Ted Schroeder       | 9–7, 6–3, 6–2             |
| 1951 | Frank Sedgman (2)     | Tony Trabert        | 6–3, 6–3, 2–6, 6–4        |
| 1952 | Vic Seixas (1)        | Frank Sedgman       | 6–4, 6–4, 6–4             |
| 1953 | Ken Rosewall          | Vic Seixas          | 6–3, 1–6, 6–3, 1–6, 6–4   |
| 1954 | Vic Seixas (2)        | Tony Trabert        | 7–5, 6–3, 6–4             |
| 1955 | Tony Trabert          | Herbert Flam        | 6–1, 6–4, 6–2             |
| 1956 | Herbert Flam          | Ken Rosewall        | 4–6, 6–1, 5–7, 6–3, 7–5   |
| 1957 | Vic Seixas (3)        | Gilbert Shea        | 9–7, 6–3, 6–4             |
| 1958 | Ham Richardson        | Alex Olmedo         | 7–5, 6–2, 4–6, 9–7        |
| 1959 | Roy Emerson (1)       | Ramanathan Krishnan | 6–3, 4–6, 6–0, 6–4        |
| 1960 | Barry MacKay          | Earl Buchholz       | 5–7, 6–4, 6–4, 3–6, 6–3   |
| 1961 | Jon Douglas           | Roy Emerson         | 6–2, 1–6, 6–4             |
| 1962 | Roy Emerson (2)       | Rod Laver           | 16–14, 6–3                |
| 1963 | Arthur Ashe (1)       | Whitney Reed        | 2–6, 9–7, 6–2             |
| 1964 | Roy Emerson (3)       | Dennis Ralston      | 6–3, 6–3                  |
| 1965 | Dennis Ralston        | Arthur Ashe         | 6–4, 6–3                  |
| 1966 | Allen Fox             | Roy Emerson         | 6–3, 6–3                  |
| 1967 | Roy Emerson (4)       | Marty Riessen       | 12–14, 6–3, 6–4           |
| 1968 | Rod Laver (1)         | Ken Rosewall        | 4–6, 6–0, 6–0             |
| 1969 | Pancho Gonzales (1)   | Cliff Richey        | 6–0, 7–5                  |
| 1970 | Rod Laver (2)         | John Newcombe       | 4–6, 6–4, 7–6             |
| 1971 | Pancho Gonzales (2)   | Jimmy Connors       | 3–6, 6–3, 6–3             |
| 1972 | Stan Smith (1)        | Roscoe Tanner       | 6–4, 6–4                  |
| 1973 | Jimmy Connors (1)     | Tom Okker           | 7–5, 7–6                  |
| 1974 | Jimmy Connors (2)     | Harold Solomon      | 6–3, 6–1                  |
| 1975 | Arthur Ashe (2)       | Roscoe Tanner       | 3–6, 7–5, 6–3             |
| 1976 | Brian Gottfried       | Arthur Ashe         | 6–2, 6–2                  |
| 1977 | Stan Smith (2)        | Brian Gottfried     | 6–4, 2–6, 6–3             |
| 1978 | Arthur Ashe (3)       | Brian Gottfried     | 7–6, 7–6                  |
| 1979 | Peter Fleming         | John McEnroe        | 6–4, 6–4                  |
| 1980 | Gene Mayer (1)        | Brian Teacher       | 6–3, 6–2                  |
| 1981 | John McEnroe (1)      | Sandy Mayer         | 6–7, 6–3, 6–3             |
| 1982 | Jimmy Connors (3)     | Mel Purcell         | 6–2, 6–1                  |
| 1983 | Gene Mayer (2)        | Johan Kriek         | 7–6, 6–1                  |
| 1984 | Jimmy Connors (4)     | Eliot Teltscher     | 6–4, 4–6, 6–4             |
| 1985 | Paul Annacone         | Stefan Edberg       | 7–6, 6–7, 7–6             |
| 1986 | John McEnroe (2)      | Stefan Edberg       | 6–2, 6–3                  |
| 1987 | David Pate            | Stefan Edberg       | 6–4, 6–4                  |
| 1988 | Mikael Pernfors       | Andre Agassi        | 6–2, 7–5                  |
| 1989 | Aaron Krickstein      | Michael Chang       | 2–6, 6–4, 6–2             |
| 1990 | Stefan Edberg         | Michael Chang       | 7–6(4), 2–6, 7–6(3)       |
| 1991 | Pete Sampras          | Brad Gilbert        | 6–2, 6(5)–7, 6–3          |
| 1992 | Richard Krajicek (1)  | Mark Woodforde      | 6–4, 2–6, 6–4             |
| 1993 | Richard Krajicek (2)  | Michael Chang       | 0–6, 7–6(3), 7–6(5)       |
| 1994 | Boris Becker          | Mark Woodforde      | 6–2, 6–2                  |
| 1995 | Michael Stich         | Thomas Enqvist      | 6(7)–7, 7–6(4), 6–2       |
| 1996 | Michael Chang (1)     | Richard Krajicek    | 6–4, 6–3                  |
| 1997 | Jim Courier           | Thomas Enqvist      | 6–4, 6–4                  |
| 1998 | Andre Agassi (1)      | Tim Henman          | 6–4, 6–4                  |
| 1999 | Pete Sampras          | Andre Agassi        | 7–6(3), 7–6(1)            |
| 2000 | Michael Chang (1)     | Jan-Michael Gambill | 6(2)–7, 6–3, ritiro       |
| 2001 | Andre Agassi (2)      | Pete Sampras        | 6–4, 6–2                  |
| 2002 | Andre Agassi (3)      | Jan-Michael Gambill | 6–2, 6–4                  |
| 2003 | Wayne Ferreira        | Lleyton Hewitt      | 6–3, 4–6, 7–5             |
| 2004 | Tommy Haas (1)        | Nicolas Kiefer      | 7–6(6), 6–4               |
| 2005 | Andre Agassi (4)      | Gilles Müller       | 6–4, 7–5                  |
| 2006 | Tommy Haas (2)        | Dmitrij Tursunov    | 4–6, 7–5, 6–3             |
| 2007 | Radek Štěpánek        | James Blake         | 7–6(7), 5–7, 6–2          |
| 2008 | Juan Martín del Potro | Andy Roddick        | 6–1, 7–6(2)               |
| 2009 | Sam Querrey (1)       | Carsten Ball        | 6–4, 3–6, 6–1             |
| 2010 | Sam Querrey (2)       | Andy Murray         | 5–7, 7–6(2), 6–3          |
| 2011 | Ernests Gulbis        | Mardy Fish          | 5–7, 6–4, 6–4             |
| 2012 | Sam Querrey (3)       | Ričardas Berankis   | 6–0, 6–2                  |

### Doppio maschile
| Anno | Campioni                               | Finalisti                           | Punteggio           |
| ---- | -------------------------------------- | ----------------------------------- | ------------------- |
| 1968 | Ken Rosewall Fred Stolle               |                                     |                     |
| 1969 | Pancho Gonzales (1) Ron Holmberg       |                                     |                     |
| 1970 | Tom Okker Marty Riessen (1)            | Robert Lutz Stan Smith              | 7–6, 6–2            |
| 1971 | John Alexander (1) Phil Dent (1)       | Frank Froehling Clark Graebner      | 7–6, 6–4            |
| 1972 | Jimmy Connors Pancho Gonzales (2)      | Ismail El Shafei Brian Fairlie      | 6–3, 7–6            |
| 1973 | Jan Kodeš Vladimír Zedník              | Jimmy Connors Ilie Năstase          | 6–2, 6–4            |
| 1974 | Ross Case Geoff Masters                | Brian Gottfried Raúl Ramírez        | 6–3, 6–2            |
| 1975 | Anand Amritraj Vijay Amritraj          | Cliff Drysdale Marty Riessen        | 7–6, 4–6, 6–4       |
| 1976 | Robert Lutz Stan Smith                 | Arthur Ashe Charlie Pasarell        | 6–2, 3–6, 6–3       |
| 1977 | Bob Hewitt Frew McMillan               | Robert Lutz Stan Smith              | 6–3, 6–4            |
| 1978 | John Alexander (2) Phil Dent (2)       | Fred McNair Raúl Ramírez            | 6–3, 7–6            |
| 1979 | Marty Riessen (2) Sherwood Stewart (1) | Wojciech Fibak Frew McMillan        | 6–4, 6–4            |
| 1980 | Brian Teacher Butch Walts (1)          | Anand Amritraj John Austin          | 6–2, 6–4            |
| 1981 | Tom Gullikson Butch Walts (2)          | John McEnroe Ferdi Taygan           | 6–4, 6–4            |
| 1982 | Sherwood Stewart (2) Ferdi Taygan      | Bruce Manson Brian Teacher          | 6–1, 6–7, 6–3       |
| 1983 | Peter Fleming John McEnroe (1)         | Sandy Mayer Ferdi Taygan            | 6–1, 6–2            |
| 1984 | Ken Flach Robert Seguso                | Wojciech Fibak Sandy Mayer          | 4–6, 6–4, 6–3       |
| 1985 | Scott Davis (1) Robert Van't Hof       | Paul Annacone Christo van Rensburg  | 6–3, 7–6            |
| 1986 | Stefan Edberg Anders Järryd            | Peter Fleming John McEnroe          | 3–6, 7–5, 7–6       |
| 1987 | Kevin Curren David Pate (1)            | Brad Gilbert Tim Wilkison           | 6–3, 6–4            |
| 1988 | John McEnroe (2) Mark Woodforde        | Peter Doohan Jim Grabb              | 6–4, 6–4            |
| 1989 | Martin Davis Tim Pawsat                | John Fitzgerald Anders Järryd       | 7–5, 7–6            |
| 1990 | Scott Davis (2) David Pate (2)         | Peter Lundgren Paul Wekesa          | 3–6, 6–1, 6–3       |
| 1991 | Javier Frana Jim Pugh (1)              | Glenn Michibata Brad Pearce         | 7–5, 2–6, 6–4       |
| 1992 | Patrick Galbraith Jim Pugh (2)         | Francisco Montana David Wheaton     | 7–6, 7–6            |
| 1993 | Wayne Ferreira Michael Stich           | Grant Connell Scott Davis           | 7–6, 7–6            |
| 1994 | John Fitzgerald Mark Woodforde         | Scott Davis Brian MacPhie           | 4–6, 6–2, 6–0       |
| 1995 | Brent Haygarth Kent Kinnear            | Scott Davis Goran Ivanišević        | 6–4, 7–6            |
| 1996 | Marius Barnard Piet Norval             | Jonas Björkman Nicklas Kulti        | 7–5, 6–2            |
| 1997 | Sébastien Lareau Alex O'Brien          | Mahesh Bhupathi Rick Leach          | 7–6(4) 6–4          |
| 1998 | Patrick Rafter Sandon Stolle (1)       | Jeff Tarango Daniel Vacek           | 6–4, 6–4            |
| 1999 | Byron Black Wayne Ferreira             | Goran Ivanišević Brian MacPhie      | 6–2, 7–6(4)         |
| 2000 | Paul Kilderry Sandon Stolle (2)        | Jan-Michael Gambill Scott Humphries | Abbandono           |
| 2001 | Bob Bryan (1) Mike Bryan (1)           | Jan-Michael Gambill Andy Roddick    | 7–5, 7–6(6)         |
| 2002 | Sébastien Grosjean Nicolas Kiefer      | Justin Gimelstob Michaël Llodra     | 6–4, 6–4            |
| 2003 | Jan-Michael Gambill Travis Parrott     | Joshua Eagle Sjeng Schalken         | 6–4, 3–6, 7–5       |
| 2004 | Bob Bryan (2) Mike Bryan (2)           | Wayne Arthurs Paul Hanley           | 6–3, 7–6(6)         |
| 2005 | Rick Leach Brian MacPhie               | Jonathan Erlich Andy Ram            | 6–3, 6–4            |
| 2006 | Bob Bryan (3) Mike Bryan (3)           | Eric Butorac Jamie Murray           | 6–2, 6–4            |
| 2007 | Bob Bryan (4) Mike Bryan (4)           | Scott Lipsky David Martin           | 7–6(5), 6–2         |
| 2008 | Rohan Bopanna Eric Butorac             | Travis Parrott Dušan Vemić          | 7–6(5), 7–6(5)      |
| 2009 | Bob Bryan (5) Mike Bryan (5)           | Benjamin Becker Frank Moser         | 6–4, 7–6            |
| 2010 | Bob Bryan (6) Mike Bryan (6)           | Eric Butorac Jean-Julien Rojer      | 6(6)–7, 6–2, [10–7] |
| 2011 | Mark Knowles Xavier Malisse (1)        | Somdev Devvarman Treat Conrad Huey  | 7–6(3), 7–6(10)     |
| 2012 | Ruben Bemelmans Xavier Malisse (2)     | Jamie Delgado Ken Skupski           | 7–6(5), 4–6, [10–7] |

### Singolare femminile
| Anno | Campionessa  | Finalista        | Punteggio                   |
| ---- | ------------ | ---------------- | --------------------------- |
| 1971 | Rosie Casals | Billie Jean King | 6–6 abbandono contemporaneo |

### Doppio femminile
| Anno | Campionesse                   | Finaliste                         | Punteggio |
| ---- | ----------------------------- | --------------------------------- | --------- |
| 1971 | Rosie Casals Billie Jean King | Judy Tegart-Dalton Françoise Dürr | 6–3 6–2   |